# John Main
John Main (ur. 21 stycznia 1926 w Londynie, zm. 30 grudnia 1982 w Montrealu) – mnich benedyktyński i ksiądz. Na nowo odkrył naukę medytacji w tekstach wczesnochrześcijańskich mnichów, których nazywa się Ojcami Pustyni. Jego nauczanie kontynuowane jest we wciąż powstających na całym świecie grupach Medytacji Chrześcijańskiej (Światowa Wspólnota Medytacji Chrześcijańskiej).

## Życiorys
Urodził się w irlandzkiej katolickiej rodzinie. W młodości pracował jako dziennikarz, w czasie II wojny światowej służył w armii w oddziałach pomocniczych w Anglii i Belgii. Po zakończeniu wojny wstąpił do zgromadzenia kanoników laterańskich, przez rok studiował w Rzymie. Następnie opuścił zakon i studiował prawo w Trinity College w Dublinie. W 1954 rozpoczął pracę w Brytyjskiej Służbie Kolonialnej na Malajach jako tłumacz języka chińskiego. Podczas pobytu na Malajach poznał hinduskiego mnicha, swami Satyananda, który nauczył go praktyki medytacji.
W 1956 powrócił do Irlandii, był nauczycielem prawa. W 1959 wstąpił do benedyktyńskiego opactwa Ealing w Londynie. Studiował teologię w Rzymie w czasach II Soboru Watykańskiego. Uroczyste śluby monastyczne złożył i przyjął święcenia kapłańskie w 1963. W tradycji ojców pustyni odkrył praktykę medytacji, przekazaną Zachodowi przez Jana Kasjana – mistrza św. Benedykta. Od tego czasu poświęcił się całkowicie nauczaniu medytacji chrześcijańskiej. W 1975 roku wraz z ojcem Laurence'em Freemanem OSB założył istniejące do dziś Centrum Medytacji Chrześcijańskiej w Londynie, a w 1977 klasztor benedyktyński w Montrealu, który zainspirował jeden z ruchów odnowy kontemplacyjnej w Kościele. Zmarł przedwcześnie na raka w klasztorze w Montrealu.
Zalecał praktykowanie medytacji dwa razy dziennie, rano i wieczorem, nie widząc przy tym przeszkód w zintegrowaniu jej z innymi formami modlitwy. Nauczał, że medytacja nie jest wyobrażaniem sobie Boga, czy myśleniem o Bogu, ale obcowaniem z Bogiem.
Co roku organizowane jest w różnych częściach świata Seminarium Johna Maina (The Annual John Main Seminar), którego gośćmi są wybitne osobistości życia duchowego różnych wyznań chrześcijańskich. Podczas Sympozjum w 1992 powołana została Światowa Wspólnota Medytacji Chrześcijańskiej.

## Dzieła
- Chrześcijańska Medytacja [Tytuł oryginału: Christian Meditation: The Gethsemani Talks, 1977], Wydawnictwo Benedyktynów Tyniec 1992; Zysk i Ska, Poznań 1995
- Chrystusowe teraz [Tytuł oryginału: Moment of Christ, 1984], Wydawnictwo WAM, Kraków 1997
- Chrystusowa obecność [Tytuł oryginału: The Present Christ, Further steps in meditation, 1985], WAM, Kraków 1998
- Głos ciszy [Tytuł oryginału: Word Into Silence, 1980], Ethos, Warszawa 1997
- Radość trwania. Codzienne czytanie z Johnem Mainem, Salwator, Kraków 2004
- Ścieżka medytacji, WAM, Kraków 2007